# Hàng không năm 1954
Đây là danh sách các sự kiện hàng không nổi bật xảy ra trong năm 1954:

## Các sự kiện

### Tháng 1
- 10 tháng 1 - Chuyến bay 781 BOAC, một chiếc de Havilland Comet, đâm xuống Địa Trung Hải gần Elba, 35 người thiệt mạng.

### Tháng 4
- 1 tháng 4 - Chuyến bay cuối cùng của Spitfire thuộc Không quân Hoàng gia Anh, một chuyến trinh sát hình ảnh tại Malaysia đã được thực hiện

### Tháng 6
- 2 tháng 6 - Mikoyan-Gurevich MiG-15 của Nam Tư tấn công một chiếc Douglas DC-3 của Bỉ, khi nó đang hạ cánh tại Áo
- 21 tháng 6 - 3 chiếc B-47 Stratojet của Không quân Hoa Kỳ bay xuyên qua Thái Bình Dương trong 15 giờ

### Tháng 7
- 22 tháng 7 - một chiếc Douglas DC-4 của hãng Air Cathay bị bắn hạ gần đảo Hải Nam
- 26 tháng 7 - Lavochkin La-7 thuộc Không quân Xô viết tấn công hai chiếc A-1 Skyraider của Hải quân Hoa Kỳ, khi chúng đang tìm kiếm người còn sống sót trong chuyến bay của Air Cathay nhưng đã khiêu khích máy bay của Liên Xô. Những chiếc Skyraider đã tấn công lại.

### Tháng 11
- 2 tháng 11 - Convair XFY máy bay VTOL
- 7 tháng 11 - MiG-15 thuộc Không quân Xô viết bắn hạ một chiếc B-29 Superfortress của không quân Hoa Kỳ có căn cứ tại Hokkaidō, thi đang thực hiện hoạt động gián điệp.
- 17 tháng 11 - một chiếc B-47 do thời tiết xấu đã phải ở trên không liên tục trong 47 giờ 35 phút, cần tới 9 lần tiếp nhiên liệu trên không.

## Chuyến bay đầu tiên

### Tháng 3
- 4 tháng 3 - Lockheed XF-104 nguyên mẫu của F-104 Starfighter

### Tháng 6
- 14 tháng 6 - PAC Fletcher

### Tháng 7
- 15 tháng 7 - Boeing 367-80, nguyên mẫu của Boeing 707 và gia đình Boeing C-135

### Tháng 8
- 3 tháng 8 - Rolls-Royce Thrust Measuring Rig (bay tự do)
- 4 tháng 8 - English Electric P.1, nguyên mẫu của English Electric Lightning
- 23 tháng 8 - Lockheed YC-130 Hercules, từ Palmdale, CA đến Căn cứ không quân Edwards

### Tháng 9
- 29 tháng 9 - Chuyến bay đầu tiên của một chiếc F-101A Voodoo McDonnell do phi công thử nghiệm Robert C. Little lái[1][2]

### Tháng 10
- 3 tháng 10 - Douglas XF4D-1
- 6 tháng 10 - Fairey FD.2

## Bắt đầu hoạt động
- Tupolev Tu-16 trong Không quân Xô viết

Tháng 2
- Supermarine Swift trong Phi đội số 56 RAF

Tháng 9
- FJ Fury trong VF-173
- 27 tháng 9 - F-100 Super Sabre trong Không đoàn Tiêm kích ban ngày 479t